# Microsoft Works

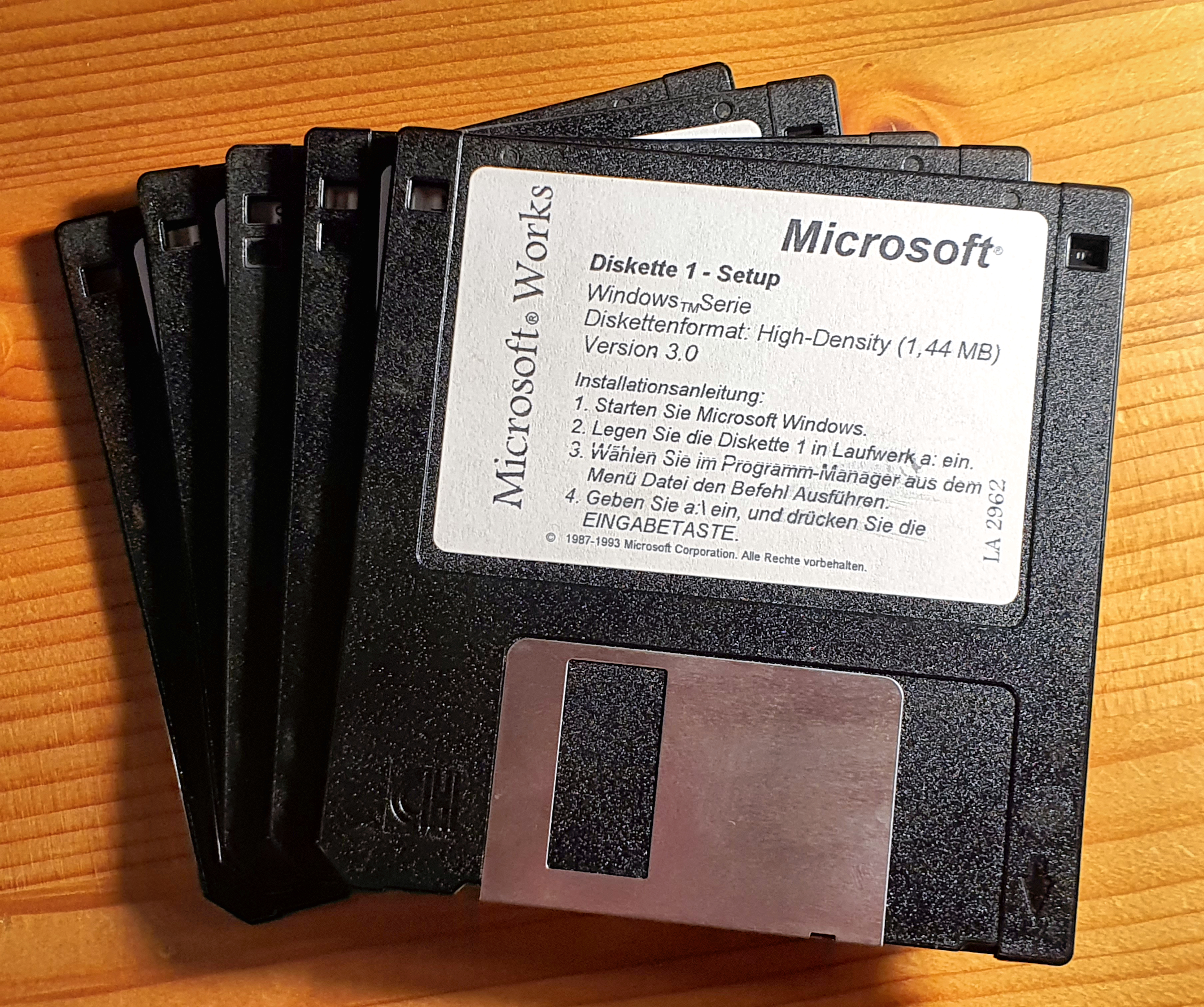
MicroSoft Works v3.0 (Disquete)

Microsoft Works fue una suite ofimática de Microsoft. Más pequeña, con menos funciones y menor precio que Microsoft Office, incluía un procesador de texto y una hoja de cálculo/base de datos. Las nuevas versiones traían una aplicación de calendario mientras que las más antiguas traían un emulador de terminal.
A diferencia de Office, Works está enfocado a trabajar a partir de plantillas definidas en vez de documentos en blanco.

## Reseña
Con la versión 4.5a, Works utilizó una arquitectura monolítica para que los documentos de texto, hoja de cálculo y base de datos funcionaran en ventanas de la misma interfaz del programa, similar a Apple Works. Esto dio lugar a una utilización reducida de memoria y disco, que le permitió funcionar en computadoras más lentas con los requisitos de solo 6 MB de RAM y 12 MB de espacio libre en disco. Works 2000 (Versión 5.0) cambia a una arquitectura modular que abre cada documento como una instancia independiente y emplea el motor de impresión de Internet Explorer. "Works Suite" ofrece versiones de paquetes de productividad personal y software de entretenimiento, tales como Microsoft Money, Encarta, Streets & Trips y Digital Image. Estas versiones de "Works Suite" también incluyeron una copia de Microsoft Word, aunque la versión más reciente que incluyeron fue Word 2002. Una posible razón de ello podría ser que Word 2003 o posterior no se ejecuta en Windows 9x o Windows Millennium Edition. A partir de 2008, se han suspendido las versiones de "Works Suite"; solo está disponible el software de Works de manera autónoma.

## Compatibilidad de formatos en aplicaciones libres
Hay una librería general escrita en C++ que trabaja para leer los formatos de cada una de las diferentes versiones de Microsoft Works. Aún en 2009 continúa distribuyéndose y ha sido publicada experimentalmente como wps test. En 2006, AbiWord ya no importa ninguna versión de esta suite. En Microsoft Office se pueden abrir y convertir los archivos creados en Works..

## Versiones

### Works para MS-DOS
- Microsoft Works 1.05
- Microsoft Works 2.0 y 2.0a
- Microsoft Works 3.0, 3.0a y 3.0b

### Works para Windows
- Microsoft Works 2.0 (Windows 3.x)
- Microsoft Works 3.0 (Windows 3.x)
- Microsoft Works 4.0, 4.0a, 4.5 y 4.5a (Windows 95)
- Microsoft Works 2000 (v.5) (Microsoft Works Suite 2000)
- Microsoft Works 6.0 (Microsoft Works Suite 2001 and 2002)
- Microsoft Works 7.0 (Microsoft Works Suite 2003 and 2004)
- Microsoft Works 8.0 (Microsoft Works Suite 2005)
- Microsoft Works 8.5, actualización gratuita para 8.0 (Microsoft Works Suite 2006)
- Microsoft Works 9.0

## Comparación de los paquetes de Works suites de productividad para el hogar
| Producto           | Precio de venta sugerido              |           |           |                            |                     |                                       |                             |
| ------------------ | ------------------------------------- | --------- | --------- | -------------------------- | ------------------- | ------------------------------------- | --------------------------- |
| Home Essentials 97 | U$D109                                | Works 4.0 | Word 97   | Encarta Atlas mundial 97   | Money 97            | Microsoft Futbol                      |                             |
| Home Essentials 98 | U$D109                                | Works 4.5 | Word 97   | Encarta Atlas mundial 98   | Money 98            | Entertainment Pack: Puzzle Collection |                             |
| Works Suite 99     | U$D109                                | Works 4.5 | Word 97   | Encarta Atlas mundial 99   | Money 99 Basic      |                                       | Picture It! 99              |
| Works Suite 2000   | U$D109                                | Works 5.0 | Word 2000 | Encarta Atlas mundial 2000 | Money 2000 Standard |                                       | Picture It! 2000            |
| Works Suite 2001   | U$D109                                | Works 6.0 | Word 2000 | Encarta Atlas mundial 2001 | Money 2001 Standard |                                       | Picture It! Publishing 2001 |
| Works Suite 2002   | U$D109                                | Works 6.0 | Word 2002 | Encarta Standard 2002      | Money 2002 Standard |                                       | Picture It! Photo 2002      |
| Works Suite 2003   | U$D109 antes de un reembolso de U$D15 | Works 7.0 | Word 2002 | Encarta Standard 2003      | Money 2003 Standard |                                       | Picture It! Photo 7.0       |
| Works Suite 2004   | U$D99 antes de un reembolso de U$D15  | Works 7.0 | Word 2002 | Encarta Standard 2004      | Money 2004 Standard |                                       | Picture It! Photo Premium 9 |
| Works Suite 2005   | U$D99 antes de un reembolso de U$D15  | Works 8.0 | Word 2002 | Encarta Standard 2005      | Money 2005 Standard |                                       | Picture It! Premium 10      |
| Works Suite 2006   | U$D99 antes de un reembolso de U$D15  | Works 8.0 | Word 2002 | Encarta Standard 2006      |                     |                                       | Digital Image Standard 2006 |
| Works Plus 2008    | disponible para OEM única             | Works 9.0 | Word 2003 |                            |                     |                                       |                             |